# قورباغه دورنگ
قورباغه دورنگ یا قورباغه مالابار (نام علمی: Clinotarsus curtipes) یک گونه از قورباغه‌های بومی گهات غربی هند است. نوزاد قورباغه‌های این گونه سیاه‌رنگ هستند و در جریان‌های آهسته در مناطق جنگلی، توده‌های انبوه و فشرده تشکیل می‌دهند.